# Ельва
Ельва (італ. Elva, п'єм. Elva) — муніципалітет в Італії, у регіоні П'ємонт, провінція Кунео.
Ельва розташована на відстані близько 530 км на північний захід від Рима, 80 км на південний захід від Турина, 45 км на північний захід від Кунео.
Населення — 96 осіб (2014).
Щорічний фестиваль відбувається 12 травня. Покровитель — San Pancrazio.

## Демографія
Населення за роками:

Станом на 1 січня 2023 року в муніципалітеті офіційно проживав 1 іноземець (громадянин Індії).

## Сусідні муніципалітети
- Белліно
- Кастельдельфіно
- Праццо
- Сампере
- Строппо